# Amsterdamse wieg

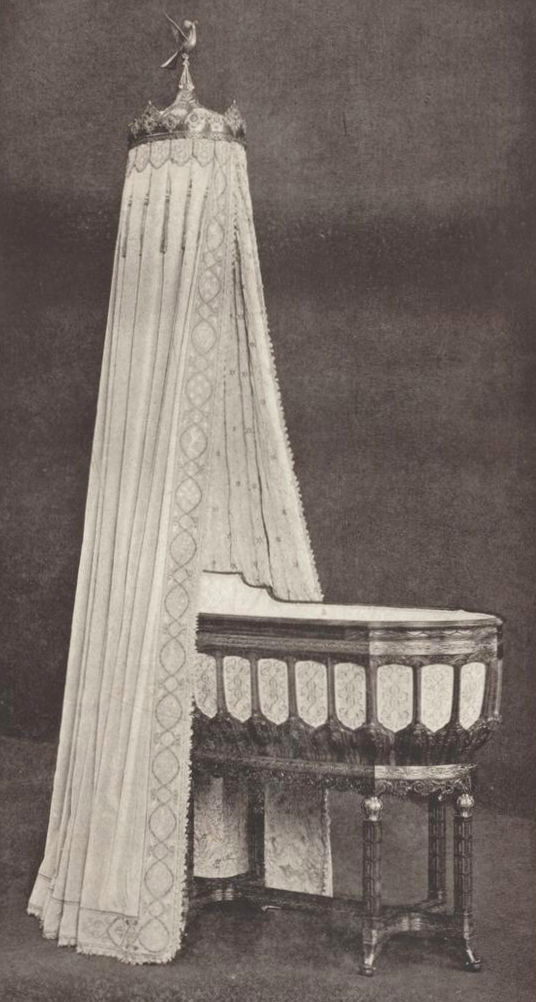
De Amsterdamse wieg (1909)

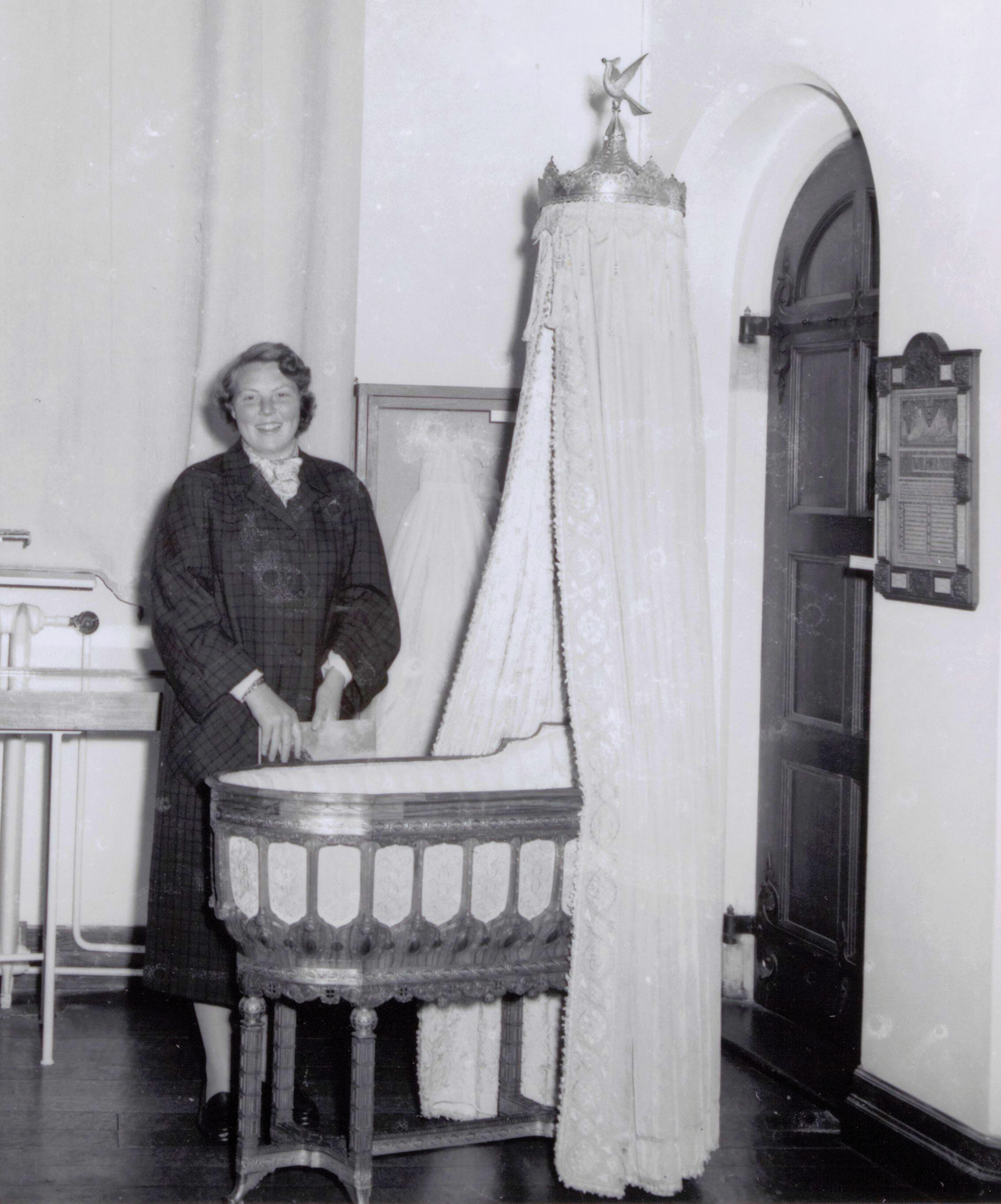
Prinses Beatrix naast de wieg (1956), rechts aan de wand de ingelijste oorkonde.

De Amsterdamse wieg is een wieg die door de vrouwen en meisjes van de stad Amsterdam werd aangeboden aan koningin Wilhelmina ter gelegenheid van haar aanstaand moederschap (1909). Een tweede wieg, die bekendstaat als de Haagse wieg, werd door de vrouwen en meisjes van Zuid-Holland aan de koningin aangeboden.

## Geschiedenis
Mevrouw P.A. van Leeuwen-Waller, bestuurslid van de Amsterdamse afdeling van de vrouwenvereniging Tesselschade en echtgenote van burgemeester W.F. van Leeuwen, nam het initiatief de zwangere vorstin een geschenk aan te bieden. Zij vormde eind 1908 het Comité van Amsterdamsche Vrouwen tot het aanbieden van een Huldeblijk aan H.M. de Koningin. Het dagelijks bestuur van het comité werd gevormd door Van Leeuwen-Waller (presidente), Thora van Loon-Egidius (vice-presidente), mevr. Six-Bosch Reitz (secretaris) en de dames Marez Oyens-Reijnvaan en Baart de la Faille-Krayenhof als penningmeesters. Het comité besloot een wieg te laten maken en benaderde Karel de Bazel voor het ontwerp. Aan de totstandkoming van de wieg en de aankleding daarvan werkten diverse kunstenaars mee en leerlingen van de Rijksschool voor Kunstnijverheid, de Industrieschool voor Vrouwelijke Jeugd, de Dagteeken- en Kunstambachtsschool voor Meisjes en de vrouwenverenigingen 'Tesselschade' en 'Arbeid Adelt'. Een inzameling onder de bevolking zorgde voor de bekostiging van de wieg.
Aanbieding en gebruik
De wieg werd begin april 1909 aan de koningin aangeboden. De koningin bedankte het comité per telegram: "Zoowel de schoone wieg als de geheele uitrusting daarvan worden ten zeerste door mij bewonderd en ik ben den dames, die zich met de uitvoering van dit fraaie werk hebben belast en allen daaraan die daaraan gearbeid hebben, ten hoogste erkentelijk voor alle moeite welke zij zich voor mij getroost hebben." De wieg werd daadwerkelijk voor de kort daarop geboren prinses Juliana gebruikt. Na haar sliepen ook latere generaties Oranjes in de Amsterdamse wieg, onder wie prinses Beatrix, prins Willem-Alexander en prinses Amalia. 
De wieg was een aantal keren voor het publiek te zien, de eerste keer bij kunsthandel Frederik Muller & Co. kort voor hij aan de koningin werd aangeboden. Daarna onder meer tijdens de tentoonstellingen Amsterdam & de Oranjes in het Amsterdams Historisch Museum (2008) en 100 jaar Juliana in Paleis Het Loo (2009) en tijdens de openstelling van het Paleis op de Dam ter gelegenheid van de 50e verjaardag van koning Willem-Alexander (2017).

## Beschrijving
De Amsterdamse wieg bestaat uit een opengewerkte, ovalen ligbak, die staat op een rozenhouten onderstel met zes slanke poten. De houten delen zijn versierd met houtsnijwerk, uitgevoerd in de werkplaats 'De Ploeg' van Kees Oosschot, en verguld brons van Frans Zwollo. Boven op de hoge hemel, die op twee stangen rust, is een door Zwollo gemaakte vergulde bronzen kroon geplaatst, waar een gestileerde, vliegende vogel bovenuit rijst. In de snavel van de vogel is een groene smaragd geplaatst. 
Het door De Bazel ontworpen hemelgordijn heeft een geborduurde rand, waarin emblemen met de Nederlandse leeuw, oranjeappels en een gekroonde W, worden afgewisseld door het wapen van Amsterdam in ruitvorm. Het borduurwerk werd uitgevoerd op het atelier van C.H. de Vries. De binnenzijde van de hemel en de bekleding van de bak werden verzorgd door leerlingen van de Rijksschool en Industrieschool. Het beddengoed bestaat uit drie verschillende sets lakentjes en slopen, een dekentje en een beddensprei, ontworpen door Georg en Gerarda Rueter-de Lang. De uitvoering van het borduur- en stikwerk werd gedaan door leden van de vrouwenverenigingen en door leerlingen van de Dagteeken- en Kunstambachtsschool, onder leiding van Betsy Kerlen.
Oorkonde
Bij de wieg hoort een perkamenten oorkonde, ontworpen en gekalligrafeerd door Betsy Osieck. Bovenaan tekende zij een allegorische voorstelling van een vrouw bij een meiboom en een meisje bij een oranjeboom, aan weerszijden van het Amsterdamse stadswapen. De oorkonde is gevat in een lijst die is versierd met houtsnijwerk van Louise Beijerman en gegraveerd ivoor van C.A. Mispelblom Beijer. Zij waren alle drie loge-leerlingen van de Rijksakademie van beeldende kunsten. De oorkonde bevat de namen van medewerkers aan de wieg en de opdracht 

Aan Wilhelmina koningin der Nederlanden wordt by haar aanstaand moederschap in onderdanige trouw door de Amsterdamsche vrouwen en meisjes een wieg aangeboden.

## Fotogalerij

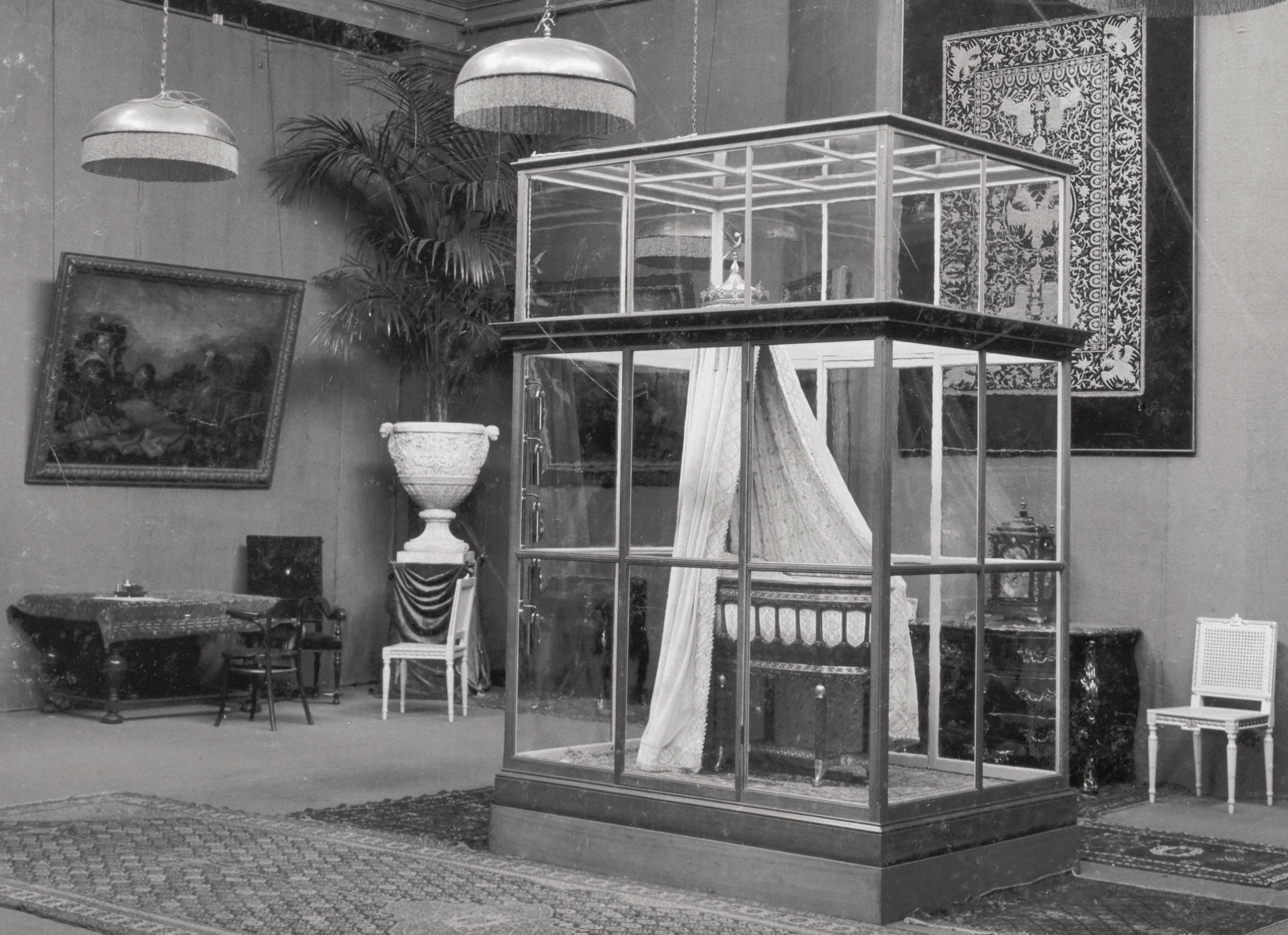
Tentoonstelling van de koninklijke wieg in de grote zaal van de firma Frederik Muller & Co. (1909)
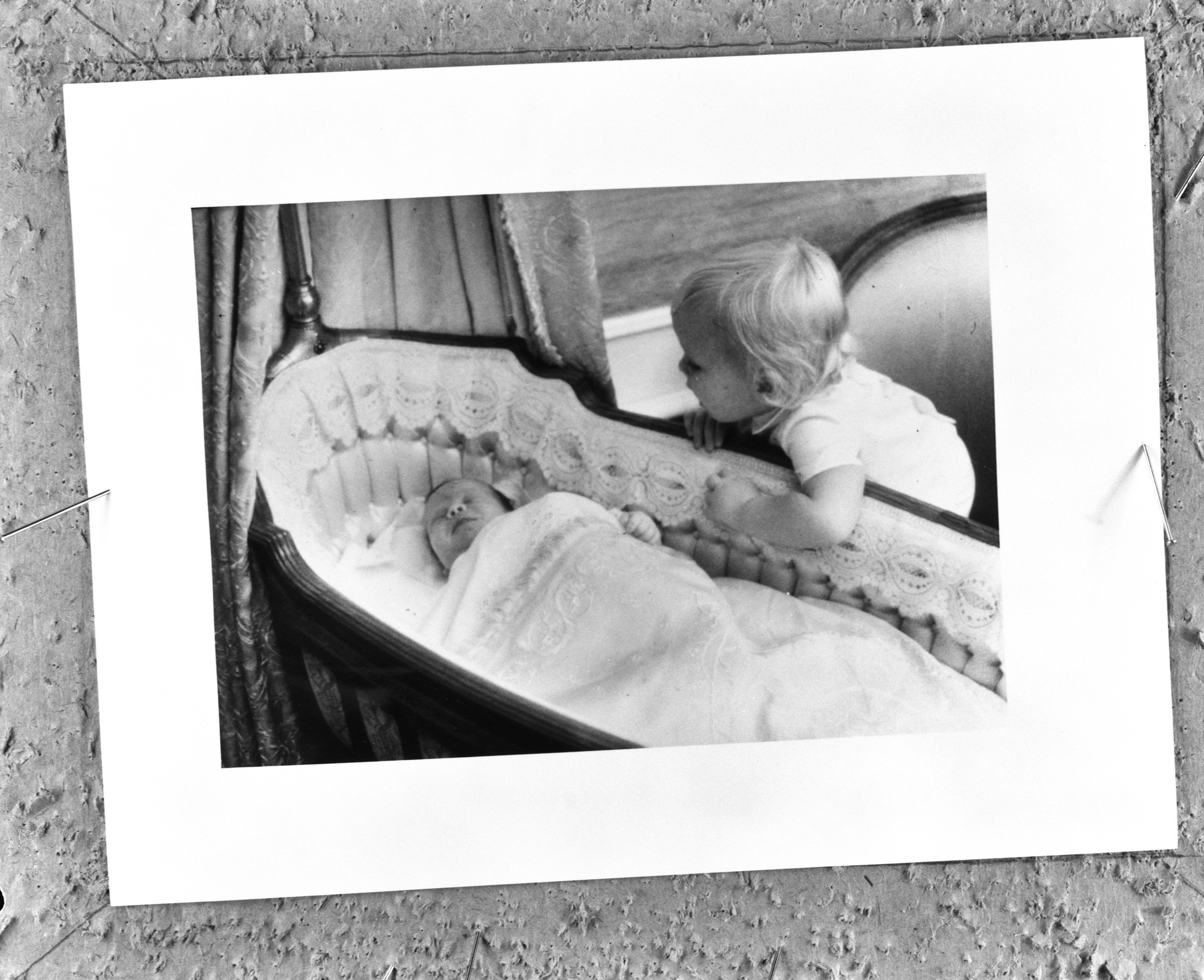
Prins Willem-Alexander kijkend naar prins Friso in de wieg (1968)
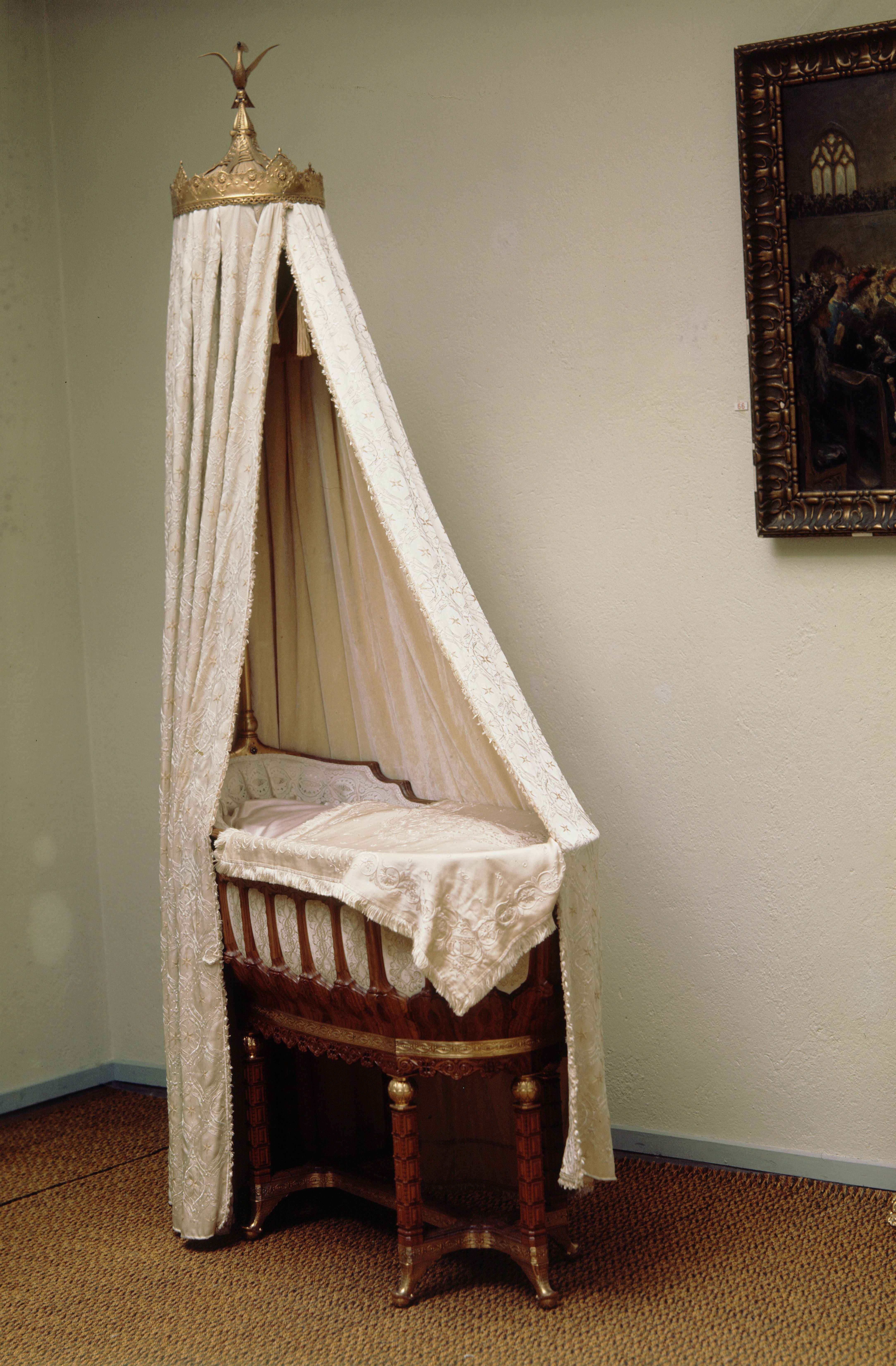
Totaalopname
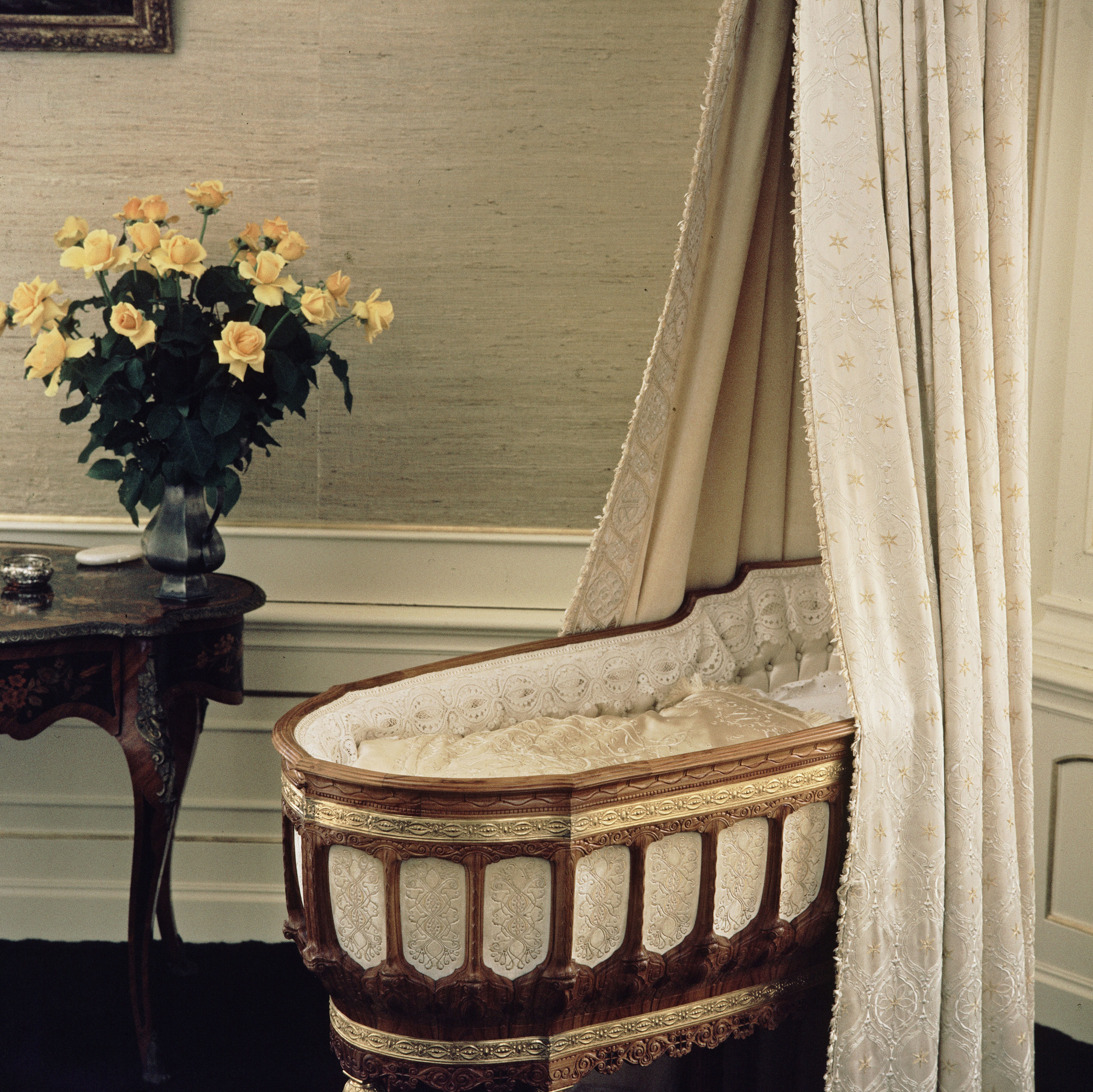
Detailopname